# Biljačići
Biljačići su naseljeno mjesto u općini Zavidovići, Federacija Bosne i Hercegovine, BiH.

## Stanovništvo

### 1991.
Nacionalni sastav stanovništva 1991. godine, bio je sljedeći:
ukupno: 371
- Hrvati - 354
- Muslimani - 8
- Srbi - 4
- Jugoslaveni - 2
- ostali, neopredijeljeni i nepoznato - 3

### 2013.
Nacionalni sastav stanovništva 2013. godine, bio je sljedeći:
ukupno: 208
- Hrvati - 127
- Bošnjaci - 71
- Srbi - 4
- ostali, neopredijeljeni i nepoznato - 6